# 錢德勒維爾 (伊利諾伊州)
錢德勒維爾（英語：Chandlerville）是位於美國伊利諾伊州卡斯縣的一個村落。

## 地理
錢德勒維爾的座標為40°02′54″N 90°09′03″W / 40.04833°N 90.15083°W，而該地最高點為海拔高度140米（即459英尺）。

## 人口
根據2010年美國人口普查的數據，錢德勒維爾的面積為54.77平方千米，當中陸地面積為54.77平方千米，而水域面積為0.00平方千米。當地共有人口553人，而人口密度為每平方千米10人。